# آنتونیو کارلوس زاگو
آنتونیو کارلوس زاگو (به پرتغالی: Antônio Carlos Zago) مدافع اهل برزیل است که در شهر پرودنت مورایس و در تاریخ ۱۴ مارس ۱۹۶۹ به دنیا آمده‌است.
آنتونیو کارلوس زاگو در تیم‌های فوتبال سائوپائولو ،Albacete، پالمیراس، کاشیوا ریسول، کورینتیانس و آ. اس. رم سابقهٔ حضور دارد. این بازیکن همچنین در سال، ۱۹۹۱ – ۲۰۰۱ برای، تیم ملی فوتبال برزیل به میدان رفته‌است